# Picapolla (uva)

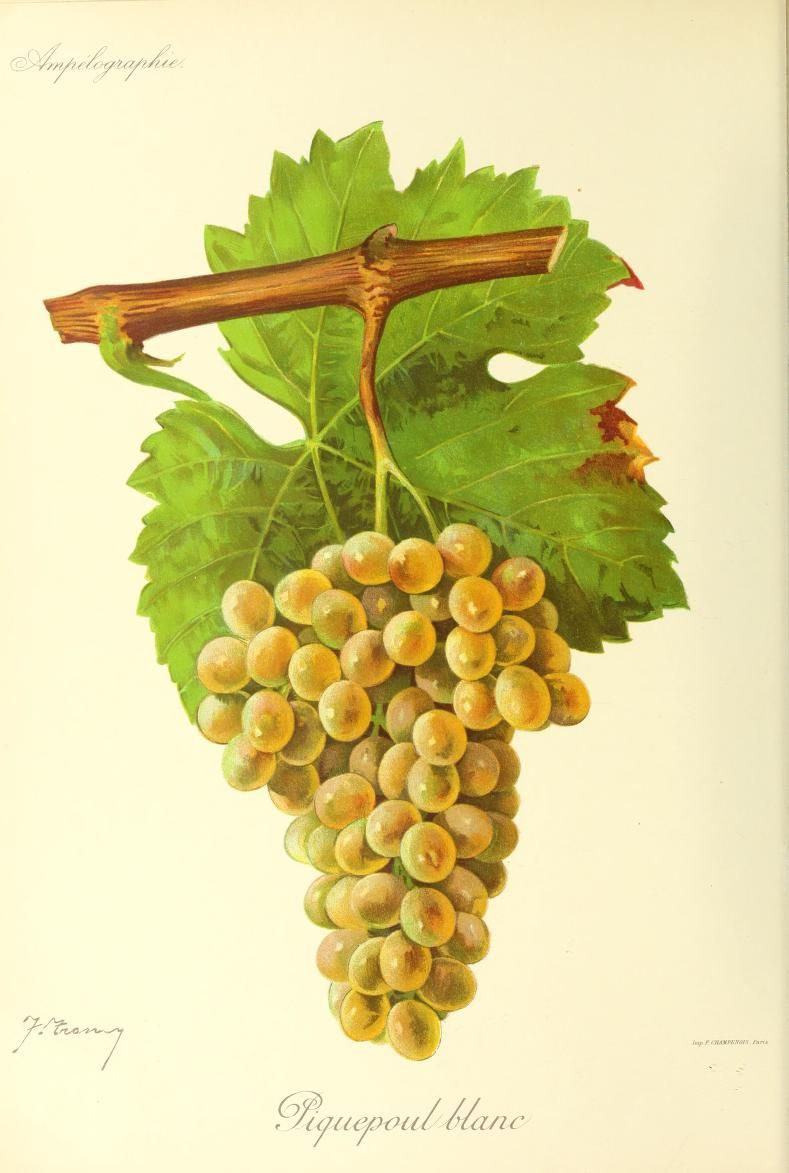
Racimo de piquepoul blanc en la obra de Viala y Vermorel.

La picapolla, también conocida como piquepoul o como picapoll, es una variedad de vid que crece sobre todo en las regiones francesas del valle del Ródano y en Languedoc, así como en Cataluña, España. Existe una subvariedad tinta (picapoll negro), una con poco color (piquepoul gris) y otra blanca (piquepoul blanc). La más común es la piquepoul blanc, de la cual había 1000 ha en Francia en el 2000, con una tendencia creciente.

## Historia

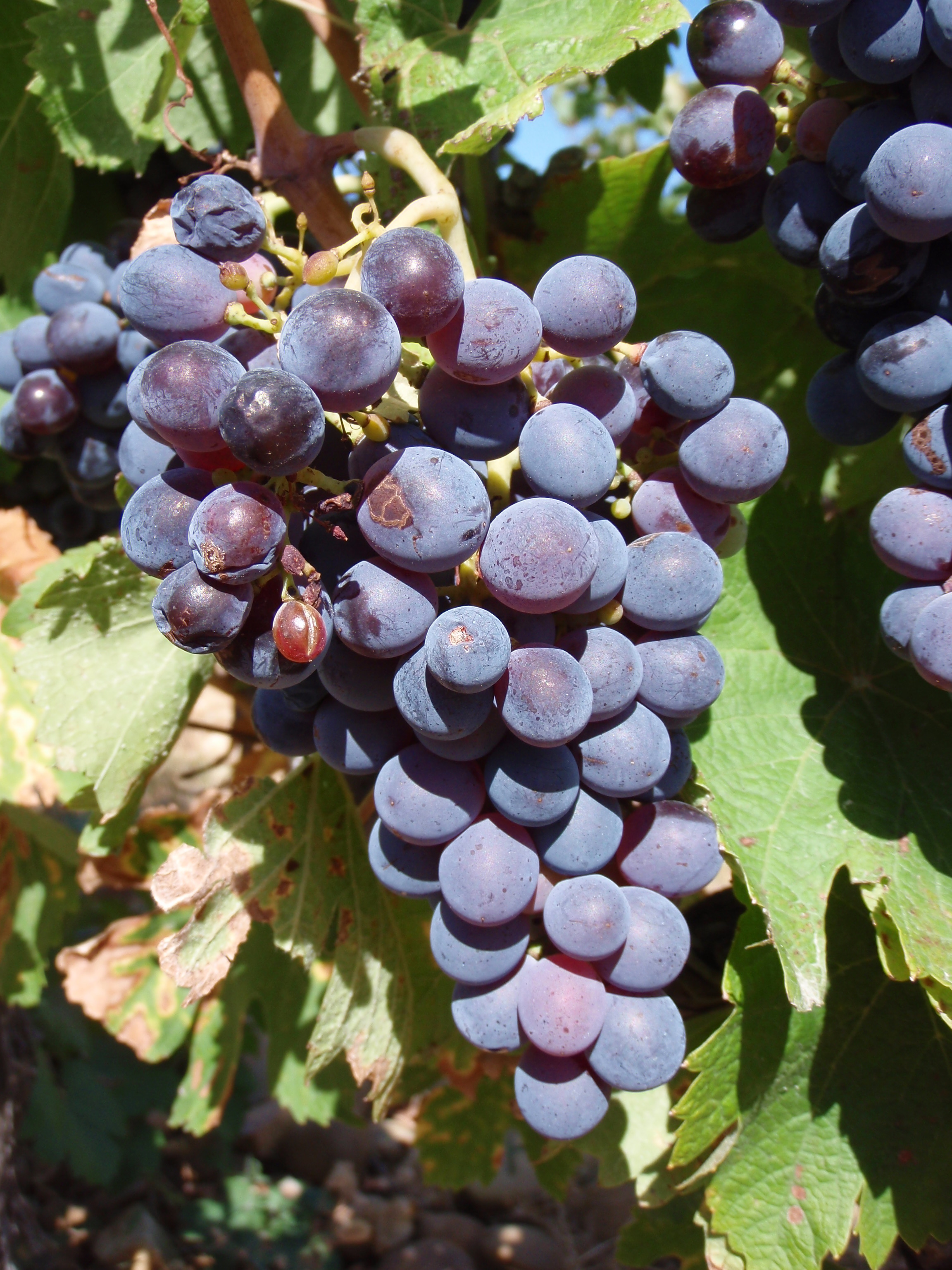
Racimo de picapoll negro

Tiene una larga historia en la región de Languedoc. Es, junto la cinsault y la clairette blanche, una de las uvas más antiguas cultivadas en esa región. En los siglos XVII y XVIII se mezclaba con la clairette blanche para producir el vino picardan.
Tras la filoxera del siglo XIX, cuando se replantaron muchos nuevos esquejes, la picapolla perdió popularidad debido a su susceptibilidad a las enfermedades por hongos como el oídio y por sus bajos rendimientos.

## Vinos
En Languedoc, la piquepoul blanc es usada para ser mezclada y para vinos monovarietales. Los vinos tintos producidos con picapoll negro tienen un alto grado de alcohol y son muy aromáticos, pero tienen un color muy pálido, lo que ha hecho que esta variedad sea más popular para las mezclas que para los monovarietales.
Tanto las versiones blancas como las tintas de esta variedad están permitidas como uvas de mezcla en la AOC Châteauneuf-du-Pape. No obstante, en 2004 solo el 15% de la superficie de viñedos de esa zona estaba plantada con picapolla.
En los Estados Unidos, la picapolla ha sido plantada con éxito a los pies de las montañas de Chiricahua (a 500 pies sobre el nivel del mar), en el sur de Arizona; en Sonoma, California; y en High Plains, Texas.

### Picpoul de Pinet

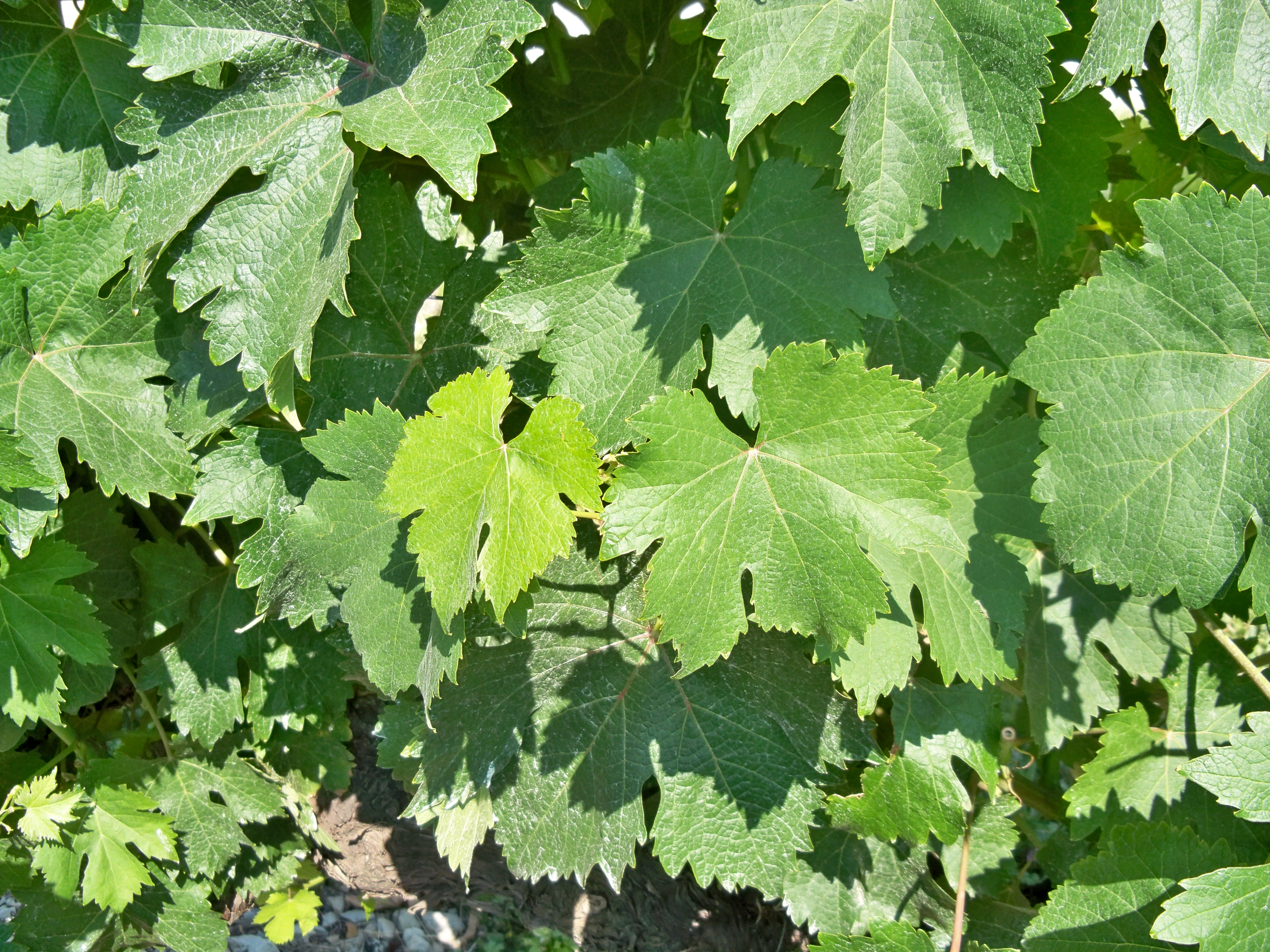
Hojas de la vid.

Picpoul de Pinet es una denominación de Languedoc exclusiva para los vinos de piquepoul blanc de las localidades de Pinet, Mèze, Florensac, Castelnau-de-Guers, Montagnac y Pomérols. El productor Noilly Prat emplea para el vermú de Languedoc vino Picpoul de Pinet y vino blanco de clairette blanche.
Estos vinos blancos tienen un color verde-dorado, buen cuerpo y con sabores a limón. La modernización de la vinificación ha producido un aumento en el interés por estos vinos.

## Sinónimos
Los sinónimos de la piquepoul blanc, avello, avillo, extra, feher piquepoul, languedocien, picapoll, picapulla, picapolla, picpoul y picpoul de Pinet.
Los sinónimos de la piquepoul gris son avillo, languedocien, picapulla, picpoul, pikepul seryi, piquepoul rose y szürke piquepoul.
La picapoll negro también es conocida como avillo, piquepoul noir, blaue pique poule, kek piquepoul, languedocien, pic a poule noir, pic pul, pical, pical negro, pical polho, pical polo, picalpolho, picapoll, picapoll negro, picapolla, picapouia, picapoule, picapouya, picapulla, picpouille, picpoul, picpoule, picquepoul, pikpul cheryj, pique poule, pique poule blaue, pique poule bourret, pique poule noir, piquepoule y piquerette noire.
Picpoul es también un sinónimo de la folle blanche, con la que no tiene parentesco conocido.